# Miguel Szelagowski
Miguel Blas Szelagowski (La Plata, 11 de enero de 1920-década de 1990) fue un político y dibujante argentino, perteneciente a la Unión Cívica Radical, que se desempeñó como Intendente de La Plata entre 1963 y 1966. Por otro lado, también se desempeñó como embajador argentino Polonia durante la presidencia de Raúl Alfonsín entre 1987 y 1989.

## Biografía
Su padres fueron José Szelgowski, integrante de una familia de origen polaco, cuyo padre emigró a la Argentina y se instaló en La Plata, siendo recordado por su apoyos a la comunidad polaca argentina, ayudando a la instalación de colonias polacas en Apóstoles y Azara, provincia de Misiones; y Matilde Lucila de Salvo. Estudió Derecho en la Universidad Nacional de La Plata, de donde egresó en 1947. Tuvo su primer cargo político como secretario de Obras Públicas entre 1956 y 1957 de la municipalidad platense. 
Fue militante de la Unión Cívica Radical del Pueblo, tomando partida por Ricardo Balbín en la interna radical. Fue caricaturista de la sección de humor de diversas publicaciones, entre ellas, del diario de Balbín Adelante...!, siendo el responsable del humor político. Fue elegido como intendente de La Plata en las elecciones del 7 de julio de 1963, desempeñándose en el cargo entre el 12 de octubre de 1963 y el 29 de junio de 1966. Su gestión se vio interrumpida por la autoproclamada Revolución Argentina, que derrocó a Arturo Umberto Illia en intervino la intendencia. En sus colaboraciones para revistas, es recordado por la serie de imágenes que le tomó a Ricardo Balbín cuando fue detenido en la cárcel de Olmos por desacato presidencial por oponerse a Juan Domingo Perón en 1949.
En 1987 el presidente Raúl Alfonsín lo designó como embajador en Polonia, puesto que ocupó hasta que éste dejó la presidencia en 1989.